# Heckler & Koch P30
Heckler & Koch P30 (H&K P30) är en tysk automatpistol. P30 är en vidareutveckling av tekniken från Heckler & Koch P2000 och Heckler & Koch USP från den tyska tillverkaren Heckler & Koch (H&K). Tidiga prototyper av P30 kallades P3000.